# Stratus nebulosus
Stratus nebulosus is een wolkensoort en is onderdeel van een internationaal systeem om wolken te classificeren naar eigenschap volgens de internationale wolkenclassificatie. Stratus nebulosus komt van het geslacht stratus, met als betekenis gelaagd en de term nebulosus komt van nevelig. Ze zijn een wolkensoort uit de familie van de lage wolken.